# GKART
GKART là một game đua xe trực tuyến được phát triển bởi Tencent và được phát hành bởi Garena. Với tên gọi ở Trung Quốc là QQ Speed, trò chơi đã đạt được một con số vô cùng ấn tượng là có đến 2 triệu người chơi cùng một lúc. GKART đã được ra mắt tới 13 quốc gia bao gồm Singapore, Malaysia, Úc và Mĩ, mới đây nhất là ở Việt Nam. GKART được chọn trở thành 1 game thi đấu trong WCG tại Singapore và WCG tại Trung Quốc năm 2011. 
GKART đã đóng cửa vào ngày 31/3/2012.

## Lối chơi
GKART là game đua xe có lối chơi vô cùng đơn giản. Chỉ cần sử dụng các phím mũi tên và các phím chức năng như Drift and N2O. Trong chế độ chơi Tốc độ, mỗi khi drift bạn sẽ tích được một lượng N2O, khi đầy thanh N2O bạn sẽ nhận được đạo cụ để tăng tốc độ. Trong chế độ đua tự do, các đạo cụ sẽ được dàn trên đường đua, người chơi sẽ phải nhặt chúng để cản trở những người chơi còn lại. Do đó GKART được thiết kế cho cả hai người chơi thường và các tay đua chuyên nghiệp. GKART cũng có một giao diện thân thiện dễ tiếp cận, các chức năng hỗ trợ như cửa hàng, kết bạn, khu giải trí,...đáp ứng đầy đủ cho game thủ.

## Tính năng
GKART sở hữu rất nhiều tính năng để đa dạng hóa người chơi từ nhiều mảng như nhảy, đua xe, PK, thời trang,...

### Cửa hàng
Người chơi có thể dễ dàng sở hữu các vật phẩm vô cùng hấp dẫn trong cửa hàng. Và có 2 hình thức để thanh toán đó là ZCoin and coupon. Có các danh mục vật phẩm như: xe đua, trang phục, công năng, thú cưng,... Với việc hệ thống vật phẩm phong phú và đa dạng bắt kịp theo xu hướng nên người chơi khó lòng mà cưỡng lại được.

### Phòng chờ
Trạm dừng chức năng giống như một hình ảnh nói chuyện trong phòng GKART. Mục đích của các hố dừng lại, là cho người để trao đổi suy nghĩ, liên quan đến các trò chơi hay không. Cầu thủ cũng có thể thực hiện hành động bao gồm cả bay đang ngủ và PK. Trạm dừng sẽ cho kinh nghiệm để các người tỷ lệ thuận với chiều dài của họ nghỉ.

### Hệ thống đua biên giới
Trong đua biên giới, người chơi chơi sẽ được thể hiên ki năng đua xe điêu luyện của mình. Bạn cần phải trả một khoản coupon nhất định để có thể tham gia đua biên giới. Hệ thống sẽ ghép ngẫu nhiên các người chơi có cùng mức trả coupon. Người thắng cuộc sẽ nhận được 1 mức điểm vinh dự tương ứng với mức coupon bỏ ra ban đầu và đồng thời bạn sẽ nhận được tích lũy cho quốc gia của bạn.

### Nhiệm vụ
Bằng cách hoàn thành một số yêu cầu, người chơi có thể nhận được kinh nghiệm, vật phẩm, coupon, vàng thông qua các nhiệm vụ khác nhau. Các phần thưởng trong nhiệm vụ có thể sẽ không mua được hoặc không thể tiếp phí.

### Hệ thống đội đua
Hệ thống đội đua hay còn gọi là clan, người chơi có thể vào đội đua và đua cho đội từ 7h-8h tối mỗi ngày để tăng điểm cho đội.

### Hệ thống thú cưng
Hệ thống thú cưng đẹp và đa dạng, thú cưng có thể giúp ích trong việc đua bằng cách tăng những chỉ số cơ bản.

## Các chế độ

### Chế độ đua tốc độ
Cạnh tranh, dùng kĩ năng của người chơi để chiến thắng những người chơi khác

### Trận Đấu Trường Chế Độ
Trong chiến đấu, người chơi' mục tiêu là để thu thập nhiều "đáng sợ" càng tốt, trong khi sử dụng các mục để tấn công những người khác để làm giảm của họ "đáng sợ" đếm. Các cầu thủ có ít nhất "đây bạn có" sẽ được loại bỏ định kỳ. Người đứng cuối cùng sẽ là người chiến thắng của đấu trường.

### Nhiệm vụ cốt truyện
Các người chơi sẽ đấu với Đội Blizzard ( Đội Xe Bão Táp ) trong 2 chương là Thành Viên Thứ 6 và Hạ Đội Xe Bão Táp, người chơi sẽ nhập vai là Matt Trưởng thành, hoặc Bai YongTai năng động để khiêu chiến với họ, chiến thắng thì sẽ được nhận đạo cụ hoặc trang phục có thời hạn nhất định. 